# 尖沙咀（麼地道）巴士總站
尖沙咀（麼地道）（Tsim Sha Tsui (Mody Road)）總站，位於油尖旺區尖沙咀東麼地道麼地道公園外，帝國中心與海景嘉福洲際酒店之間，市政局百週年紀念花園對面，是一個露天平行式車站，為深宵時份新界區專線小巴606S線的「尖沙咀東」總站，另有旅遊客車在此停泊。
此站與永安廣場旁邊、直接連接尖東站的尖沙咀東名稱非常相似，不過兩者互無顯著關連，而城巴新巴將兩者視為同一車站處理；2011年2月27日至2013年4月6日期間，過海隧道巴士973線及其特別班次973P曾以此為總站，並稱為「尖沙咀（麼地道）」，2013年4月7日起兩線一同遷入尖沙咀東（麼地道）公共運輸交匯處，但沒有更名。

## 歷史
市政局百週年紀念花園設於尖沙咀東，於1983年啟用，因為適逢市政局成立一百週年而命名。
過海隧道巴士110線於1987年開辦時，尖東總站設於此站；該線在九龍的總站於1996年1月21日起遷往佐敦道碼頭，不再途經尖東內街。九龍巴士203線也曾在此站近海景嘉福酒店一端設站，並命名為「麼地道」（Mody Road），隨著該路線在2002年10月改為循環運作而停用。
過海隧道巴士973線投入服務時，尖沙咀東巴士總站設於康宏廣場地面的室內巴士總站，及在此設有赤柱方向的中途站，稱為「百週年紀念公園」（Centenary Garden）。973於2009年8月2日起改經暢運道及漆咸道南，不再途經麼地道及取消此站。2011年2月27日起，973及973P的尖東總站遷至此站，改稱「尖沙咀（麼地道）」。2013年4月7日起，兩線的尖東總站遷往尖沙咀東（麼地道）公共運輸交匯處，令此站從此再沒有任何專營巴士路線使用。
此站同為一專綫小巴總站，曾是九龍31M線的總站，現時則為新界606S線的「尖沙咀東」總站；遊覽服務大巴士九龍遊亦會途經此站。